# Benoît Angbwa
Benoît Christian Angbwa Ossoemeyang (1 de enero de 1982) es un futbolista camerunés que se desempeña como defensa y actualmente juega en el FC Anzhí Majachkalá de la Liga Premier de Rusia.

## Selección nacional
Ha sido internacional con la Selección de fútbol de Camerún, ha jugado 13 partidos internacionales y ha anotado 1 gol.

### Participaciones Internacionales
| Torneo                         | Sede   | Resultado   |
| ------------------------------ | ------ | ----------- |
| Copa Africana de Naciones 2006 | Egipto | 4° de final |
| Copa Africana de Naciones 2008 | Ghana  | Subcampeón  |

## Clubes
| Club                         | País    | Año         |
| ---------------------------- | ------- | ----------- |
| Fovu Baham                   | Camerún | 2000        |
| Club Nacional de Football    | Uruguay | 2002 - 2005 |
| Lille OSC                    | Francia | 2005        |
| Krylia Sovetov Samara        | Rusia   | 2005 - 2007 |
| FC Saturn Moskovskaya Oblast | Rusia   | 2008 - 2011 |
| FC Anzhi Majachkalá          | Rusia   | 2011 -2012  |
| FC Rostov                    | Rusia   | 2012 - 2013 |
| Krylia Sovetov Samara        | Rusia   | 2013        |
| FC Anzhi Majachkalá          | Rusia   | 2013        |

## Palmarés
| Títulos             | Club     | País    | Año  |
| ------------------- | -------- | ------- | ---- |
| Campeonato Uruguayo | Nacional | Uruguay | 2002 |
| Torneo Apertura     | Nacional | Uruguay | 2002 |
| Torneo Apertura     | Nacional | Uruguay | 2003 |